# Manuscrito bíblico
Un manuscrito bíblico es una copia escrita a mano de una porción de texto de la Biblia. La palabra biblia proviene del griego biblia (libros); manuscrito viene del latín manu (mano) y scriptum (escrito). El manuscrito original (el pergamino original que físicamente escribió el autor) es llamado autógrafo. Los manuscritos bíblicos varían en tamaño: desde los diminutos rollos que contienen versos individuales de escrituras judías (véase Filacteria) hasta los grandes códices políglotas (libros multilenguajes) que contienen ambos, la Biblia hebrea (Tanaj) y la griega cristiana (Nuevo Testamento), así como las obras extracanónicas. 
El estudio de los manuscritos bíblicos es importante porque las copias manuscritas de los libros pueden contener errores. La ciencia de la crítica textual intenta reconstruir el texto original de los libros, especialmente de aquellos publicados antes de la invención de la imprenta.

## Los manuscritos de la Biblia Hebrea (o Tanaj)

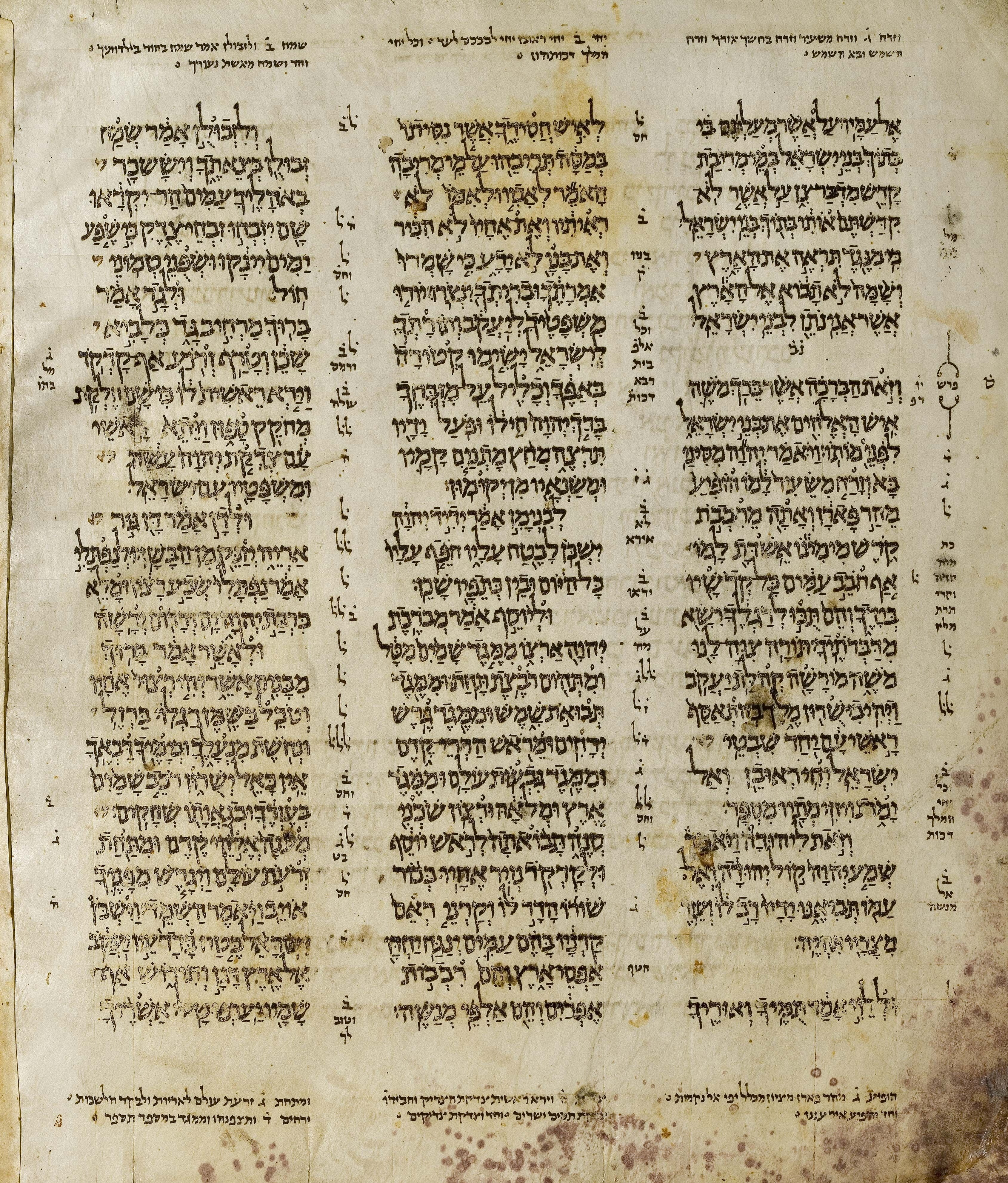
Una página del Códice de Alepo, Deuteronomio.

El Códice de Alepo (c. 920 d. C.) y el Códice de Leningrado (c. 1008 d. C.) son los manuscritos más antiguos en lenguaje hebreo del Tanaj. En 1947 se encontraron en Qumrán los rollos del Mar Muerto y con ese descubrimiento los códices manuscritos completos más antiguos del Tanaj se dataron de un milenio antes (ver Tanaj en Qumrán). Antes de este descubrimiento, los manuscritos existentes más antiguos del Antiguo Testamento estaban en griego en manuscritos como el Códice Vaticano y el Códice Sinaítico. De los aproximadamente 800 manuscritos encontrados en Qumrán, 220 son del Tanaj. Se representan todos los libros del Tanaj, excepto el Libro de Ester; sin embargo, la mayoría son fragmentos. Notablemente existen dos rollos del Libro de Isaías, uno completo (1QIsa), y uno aproximadamente un 75% completo (1QIsb). Esos manuscritos generalmente datan entre 150 a. C. a 70 d. C.
Los antiguos escribas judíos desarrollaron muchas prácticas para proteger las copias de sus escrituras de los errores.

### Manuscritos existentes del Tanaj
|                                                   |                                                                       |                                            |                         | |
| Versión                                           | Ejemplos                                                              | Lenguaje                                   | Fecha de Composición    | Antigua Copia |
| Rollos del Mar Muerto                             | Tanaj en Qumrán                                                       | Hebreo, paleohebreo y Griego (Septuaginta) | c. 150 a. C. - 70 d. C. | c. 150 a. C. - 70 d. C. Rollo En-Gedi Hebreo 150-350                                                                                            |
| Rollo de Levitico Hebreo 50 EC 100-250 EC En-Gedi |                                                                       |                                            |                         | |
| Septuaginta                                       | Códice Vaticano, Códice Sinaítico y otros papiros antiguos            | Griego                                     | 300-100 a. C.           | Siglo II a. C. (fragmentos) Siglo IV d. C.(completo)                                                                                            |
|                                                   |                                                                       |                                            |                         | |
| Peshitta                                          |                                                                       | Siríaco                                    |                         | principios del Siglo V d. C. |
|                                                   |                                                                       |                                            |                         | |
| Vulgata                                           | Códice Amiatino                                                       | Latín                                      |                         | principios del Siglo V d. C. principios del Siglo VIII d. C. (completo)                                                                         |
|                                                   |                                                                       |                                            |                         | |
| Masorético                                        | Códice de Alepo, Códice de Leningrado y otros manuscritos incompletos | Hebreo                                     | ca. 100 d. C.           | Siglo X d. C. |
|                                                   |                                                                       |                                            |                         | |
| Pentateuco samaritano                             |                                                                       | Alfabeto samaritano                        | 200-100 a. C.           | el manuscrito más antiguo existente se data del Siglo XI d. C., el manuscrito más antiguo disponible a los eruditos se data del Siglo XVI d. C. |
|                                                   |                                                                       |                                            |                         | |
| Targum                                            |                                                                       | Arameo                                     | 500-1000 d. C.          | Siglo V d. C. |
|                                                   |                                                                       |                                            |                         | |

## Manuscritos del Nuevo Testamento

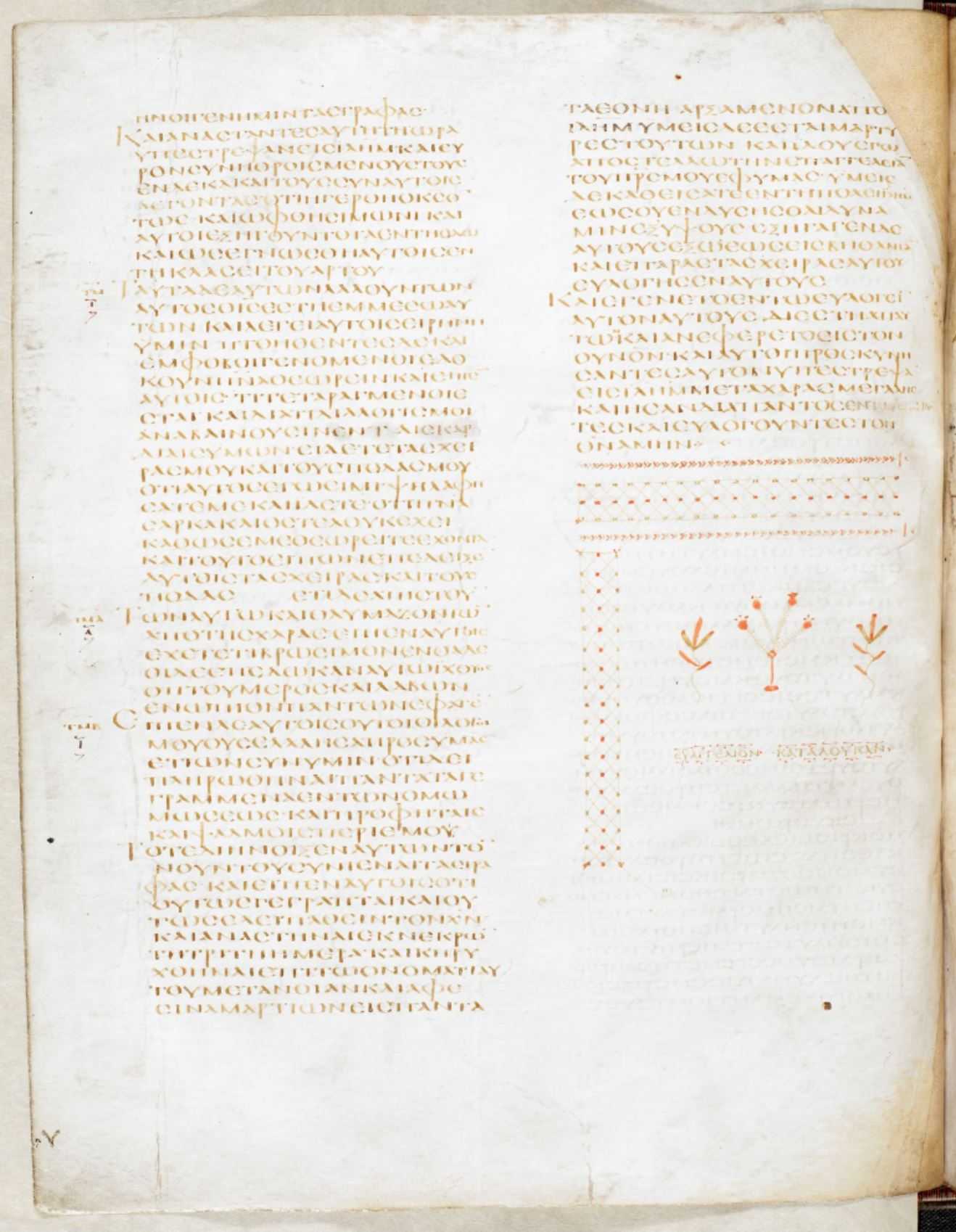
Folio 41v del Códice Alejandrino, contiene el Evangelio de Lucas con un apéndice decorativo.

Las partes del Nuevo Testamento han sido preservadas en más manuscritos que cualquier otra obra antigua, teniendo más de 5800 manuscritos griegos completos o fragmentados, 10000 manuscritos en latín y 9300 manuscritos en muchos otros lenguajes antiguos incluyendo siríaco, eslavo, gótico, etíope, copto y armenio. Las fechas de esos manuscritos oscilan desde 125 (el manuscrito de John Ryland, P52; el fragmento más antiguo de una copia del Evangelio de Juan) hasta la introducción de la imprenta en Alemania en el siglo XV. La gran mayoría de esos manuscritos datan de después del siglo X. Porque hay más manuscritos del Nuevo Testamento que cualquier otro escrito (solamente tenemos 10 copias de 'Las Guerras Gálicas' de Julio César), los Apologistas cristianos como Josh Mcdowell y Norman Geisler afirman que para cualquier literatura, el Nuevo Testamento es un testimonio confiable al texto original. El Erudito textual Bart D. Ehrman no está de acuerdo: "Es verdad, claro, que el Nuevo Testamento es abundantemente atestiguado en los manuscritos producidos a través de las edades, pero la mayoría de esos manuscritos son de muchos siglos después de los originales, y ninguno de ellos es perfectamente fiel. Todos ellos contienen errores - en total muchos miles de errores. No es tarea fácil reconstruir las palabras originales del Nuevo Testamento...". En referencia a la evidencia textual del Nuevo Testamento, Bruce M. Metzger escribió,

En evaluación a esas estadísticas significantes... se debe considerar, por el contrario, el número de manuscritos que presentan el texto de los clásicos antiguos. La Ilíada de Homero... esta conservada en 457 papiros, 2 manuscritos en Unciales, y 188 manuscritos en Minúscula. Entre las tragedias, los testimonios de Eurípides son los más abundantes; sus obras existentes están preservadas en 54 papiros y 276 manuscritos en pergamino, casi todos de fecha posterior a partir del período bizantino... el tiempo entre la composición de los libros del Nuevo Testamento y las primeras copias existentes es relativamente breve. En lugar de un lapso de un milenio o más, como es el caso de unos cuantos autores clásicos, se conservan varios manuscritos en papiro de las porciones del Nuevo Testamento las cuales fueron copias dentro de un siglo o más después de la composición de los documentos originales".

Cada año, se descubren varios manuscritos escritos en el formato original griego. Uno de los últimos hallazgos importantes fue en 2008, cuando fueron descubiertos 47 manuscritos nuevos en Albania; por lo menos 17 de ellos desconocidos por los eruditos occidentales.
Cuando se compara un manuscrito con otro, con la excepción de los fragmentos más pequeños, no existen dos copias totalmente de acuerdo en todo. Nótese, sin embargo, que una única diferencia impide un acuerdo. Se ha registrado un estimado de entre 400.000 variaciones entre todos estos manuscritos (del siglo II al siglo XV), que son más que palabras en el Nuevo Testamento. Esto es menos importante de lo que parece, ya que es una comparación a través de las fronteras lingüísticas. Las estimaciones más importantes se centran en la comparación de los textos en idiomas. Esas variaciones son considerablemente menos. La gran mayoría de estos son errores accidentales realizados por los escribas, y son fácilmente identificables como tales: una palabra omitida, una línea duplicada, una falta de ortografía, un reordenamiento de palabras, etc. Algunas variaciones implican cambios aparentemente intencionales, que a menudo hacen más difícil la determinación de si fueron correcciones de ejemplares mejores, armonizaciones entre las lecturas, o motivaciones ideológicas. Paleografía es el estudio de la escritura antigua, y la crítica textual es el estudio de los manuscritos con el fin de reconstruir un texto original probable.
La dificultad en todo esto, sin embargo, es de donde vienen los manuscritos. A menudo, y especialmente en los monasterios, un conjunto es poco menos que un centro de reciclaje de manuscritos antiguos en donde las copias imperfectas e incompletas fueron almacenadas mientras el monasterio o escritorio decidió que hacer con ellas. Existieron varias opciones. La primera era simplemente "borrar" el manuscrito y reusarlo. Esto era muy común en el mundo antiguo e incluso hasta en la Edad Media; tales manuscritos eran llamados palimpsestos. El palimpsesto más famoso es probablemente el Palimpsesto de Arquímedes. Si esto se hacía dentro de un período corto de tiempo después que el papiro era fabricado, entonces el borrado era menos posible, ya que el papiro podría deteriorase y por lo tanto ser inservible. Cuando el lavado no era una buena opción, la segunda opción era quemarlo (puesto que contenía las palabras de Cristo y los apóstoles, profetas y santos, ellos pensaron que habían tenido un nivel más alto de santitad que la literatura secular.) Quemarlos era considerado más reverente que simplemente tirarlos en el basurero más cercano, a pesar de que no era algo inaudito como en el caso del Oxirrinco 840). La tercera opción era simplemente dejarlos en lo que se conoce como una tumba de manuscritos. Cuando los eruditos vienen a los depósitos de manuscritos, por ejemplo aquel en el Monasterio de Santa Catalina del Monte Sinaí (la fuente del Códice Sinaítico), o el Monasterio San Sabbas más allá de Belén, no encuentran bibliotecas, pero si almacenes de textos rechazados (en ocasiones, curiosamente, los guardan en cajas o estantes de las bibliotecas, debido a las limitaciones de espacio). Esos textos fueron inaceptables por sus errores escribas y contenías correcciones entre las líneas lo que es una posible evidencia de que los escribas del monasterio los compararan a lo que debería haber sido un texto maestro. Luego, los textos considerados completos y correctos, se habrían deteriorado debido a un uso intensivo y/o habían desaparecido folios, entonces serían colocados en esos depósitos. Una vez en un depósito, los insectos y la humedad contribuirían mucho al deterioro continuo de los documentos.
Los textos copiados completa y correctamente por lo general serían puestos en uso, y así generalmente se desgastarían con bastante rapidez, lo que requeriría recopiado repetitivo. Además, porque el copiado de los manuscritos era altamente costoso cuando requería atención de un escriba por extensos períodos, un manuscrito podría hacerse solo por encargo, en estos casos la medida del pergamino, la escritura usada, algunas ilustraciones (elevando el costo efectivo), o si se trataba de un libro o una colección de varios, etc. sería determinado solo por los comisionados al trabajo. La idea de almacenar copias adicionales, probablemente habría sido considerada como el mejor desperdicio e innecesario, ya que la forma y la presentación de un manuscrito fueron más veces no personalizado a los gustos estéticos del comprador. Esto es parte de la razón por la que es más probable que los eruditos encuentren segmentos incompletos de manuscritos incompletos, y a veces contradictorios, más bien que obras grandes consistentes y completas.
Distribución de los manuscritos griegos por siglo
|          | Manuscritos del Nuevo Testamento | Manuscritos del Nuevo Testamento | Manuscritos del Nuevo Testamento | Leccionarios | Leccionarios |
| Siglo    | Papiros                          | Unciales                         | Minúsculas                       | Unciales     | Minúsculas   |
| II       | 2                                | -                                | -                                | -            | -            |
| II/III   | 5                                | 1                                | -                                | -            | -            |
| III      | 28                               | 2                                | -                                | -            | -            |
| III/IV   | 8                                | 2                                | -                                | -            | -            |
| IV       | 14                               | 14                               | -                                | 1            | -            |
| IV/V     | 8                                | 8                                | -                                | -            | -            |
| V        | 2                                | 36                               | -                                | 1            | -            |
| V/VI     | 4                                | 10                               | -                                | -            | -            |
| VI       | 7                                | 51                               | -                                | 3            | -            |
| VI/VII   | 5                                | 5                                | -                                | 1            | -            |
| VIII     | 8                                | 28                               | -                                | 4            | -            |
| VII/VIII | 3                                | 4                                | -                                | -            | -            |
| VIII     | 2                                | 29                               | -                                | 22           | -            |
| VIII/IX  | -                                | 4                                | -                                | 5            | -            |
| IX       | -                                | 53                               | 13                               | 113          | 5            |
| IX/X     | -                                | 1                                | 4                                | -            | 1            |
| X        | -                                | 17                               | 124                              | 108          | 38           |
| X/XI     | -                                | 3                                | 8                                | 3            | 4            |
| XI       | -                                | 1                                | 429                              | 15           | 227          |
| XI/XII   | -                                | -                                | 33                               | -            | 13           |
| XII      | -                                | -                                | 555                              | 6            | 486          |
| XII/XIII | -                                | -                                | 26                               | -            | 17           |
| XIII     | -                                | -                                | 547                              | 4            | 394          |
| XIII/XIV | -                                | -                                | 28                               | -            | 17           |
| XIV      | -                                | -                                | 511                              | -            | 308          |
| XIV/XV   | -                                | -                                | 8                                | -            | 2            |
| XV       | -                                | -                                | 241                              | -            | 171          |
| XV/XVI   | -                                | -                                | 4                                | -            | 2            |
| XV       | -                                | -                                | 136                              | -            | 194          |

### Transmisión
La tarea de copiar manuscritos generalmente fue hecha por los escribas, quienes fueron calificados profesionales en las artes de escritura. Algunos manuscritos también fueron corregidos, y los eruditos que examinan cuidadosamente un texto pueden a veces encontrar lo original y las correcciones comparadas con manuscritos confiables. En el siglo VI, una sala especial dedicada llegó a utilizar la práctica de escritura de manuscritos e ilustraciones llamada Scriptorium, típicamente dentro de lo monasterios medievales europeos. A veces un grupo de escribas harían copias al mismo tiempo como una lectura individual del texto.

### Construcción de los Manuscritos
La preservación es una cuestión importante. Los manuscritos más antiguos del Nuevo Testamento fueron escritos en papiro, hechos de una caña que creció abundantemente en el Delta del Nilo egipcio. Esta tradición continuó hasta finales del siglo XVIII. El papiro eventualmente se convierte en frágil y se deteriora con la edad. El clima seco de Egipto permite que algunos manuscritos en papiro sean preservados parcialmente, pero, con la excepción del P77, no existen manuscritos en papiro del Nuevo Testamento completos; muchos consisten en una única hoja fragmentada. No obstante, a principios del siglo IV, el pergamino (y en ocasiones la vitela, un tipo particular de pergamino) vino a ser el medio común para los manuscritos del Nuevo Testamento. No fue hasta el siglo XII que el papel (hecho de algodón o fibras de plantas) fue inventado en el siglo I en China, comenzó a ganar popularidad en los manuscritos bíblicos.
De los 476 manuscritos no-Cristianos fechados al siglo II, el 97% de los manuscritos están en la forma de rollos; sin embargo, los 8 manuscritos cristianos son códices. De hecho, la mayoría de los manuscritos del Nuevo Testamento son códices. La adaptación de la forma de códice en los textos no Cristianos no se convirtió en la dominante hasta los siglos IV y V, mostrando una preferencia de esta forma entre los Cristianos primitivos. El considerable tamaño de algunos libros del Nuevo Testamento (como las Epístolas de Pablo), y el mismo Nuevo Testamento, no fue adecuado al limitado espacio disponible en un rollo; en contraste a un códice que podría ser expandido a cientos de páginas.

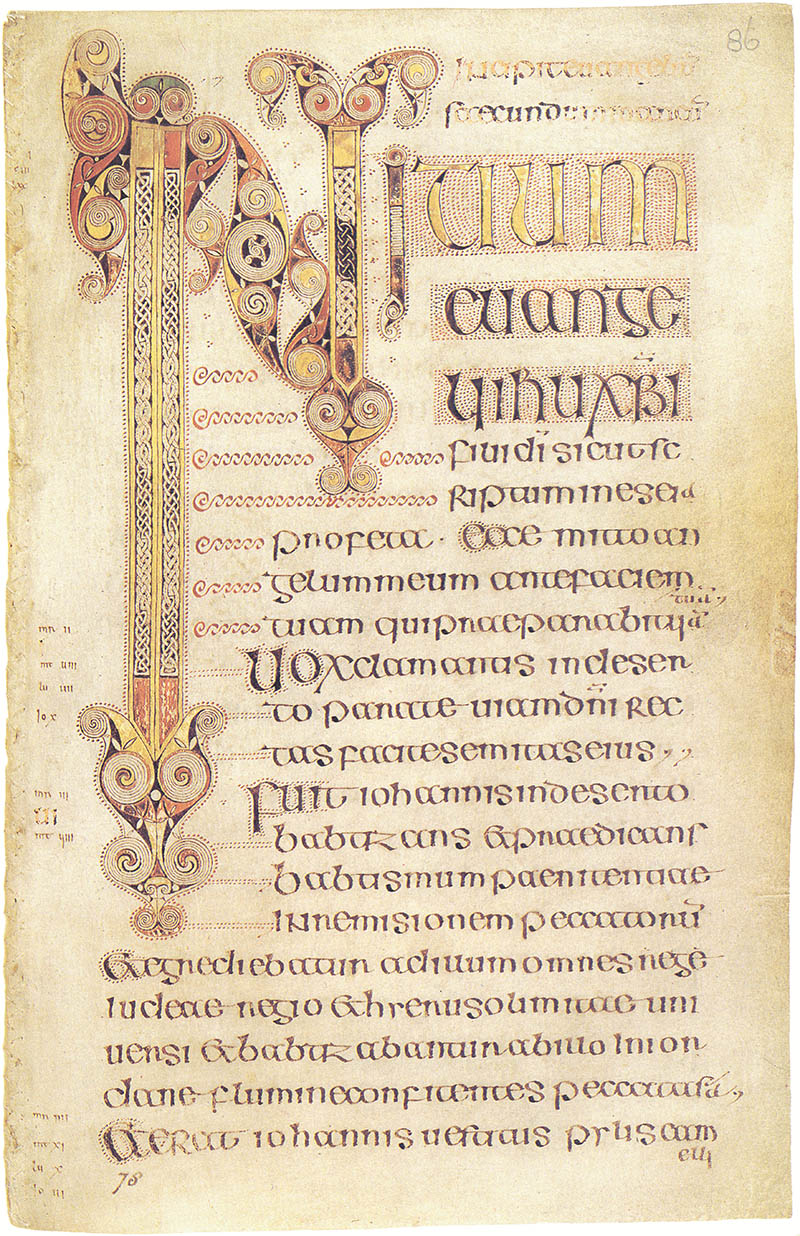
El inicio del Evangelio de Marcos del Libro de Durrow

### Letra y otras características
La escritura encontrada en los manuscritos del Nuevo Testamento varía. Una manera de clasificar la escritura es por formalidad: libro-a-mano contra cursiva. Lo más formal, las obras griegas literarias fueron frecuentemente escritas incluso con un estilo distintivo, letras capitales. Menos formal la escritura consistió de letras cursivas, las cuales podrían ser escritas rápidamente. Otra manera de dividir la escritura es entre uncial (o mayúscula) y minúscula. Las letras unciales fueron consistentemente altas entre la línea de la base y la línea más alta, mientras las letras minúsculas tenían ascendentes y descendentes que se trasladaron entre la línea de la base y la asta ascendente. Generalmente hablando, las mayúsculas eran más antiguas que las minúsculas, con una línea divisoria aproximadamente en el siglo XI.
Los manuscritos más antiguos tuvieron difícilmente, si acaso, puntuación o marcas. Los manuscritos también carecían de espacios entre palabras, así que las palabras, oraciones y párrafos serían una cadena continua de letras (escritura continua), frecuentemente con saltos de línea en la mitad de las palabras. Se reducían los esfuerzos costosos, y era una manera de reducir el número de páginas que eran usadas para ahorrar espacio. Otro método empleado fue abreviar las palabras frecuentemente, como la nomina sacra. Sin embargo se envolvió el palimpsesto, un manuscrito que era reciclado de un manuscrito más antiguo. Los eruditos utilizando un cuidadoso examen a veces pueden determinar que fue originalmente escrito en el material de un documento antes de que fuera borrado para prepararlo para un texto nuevo (por ejemplo el 
Códice de Efrén Reescrito y el Palimpsesto Sinaítico
Los libros originales del Nuevo Testamento no tienen títulos, encabezamientos, o divisiones en los versículos y capítulos, Esos fueron desarrollados años después como "ayuda para los lectores". Las Secciones Amonianas fueron un sistema antiguo de división escrita al margen de muchos manuscritos. Los Cánones de Eusebio fueron una serie de tablas que agruparon historias paralelas entre los evangelios. Después 400 fueron usados κεφαλαια.
Los manuscritos vinieron a ser más floridos en los últimos siglos, desarrollaron una tradición rica los manuscritos ilustrados incluyendo los famosos Evangelarios irlandeses, el Libro de Kells y el Libro de Durrow.

### Catalogación

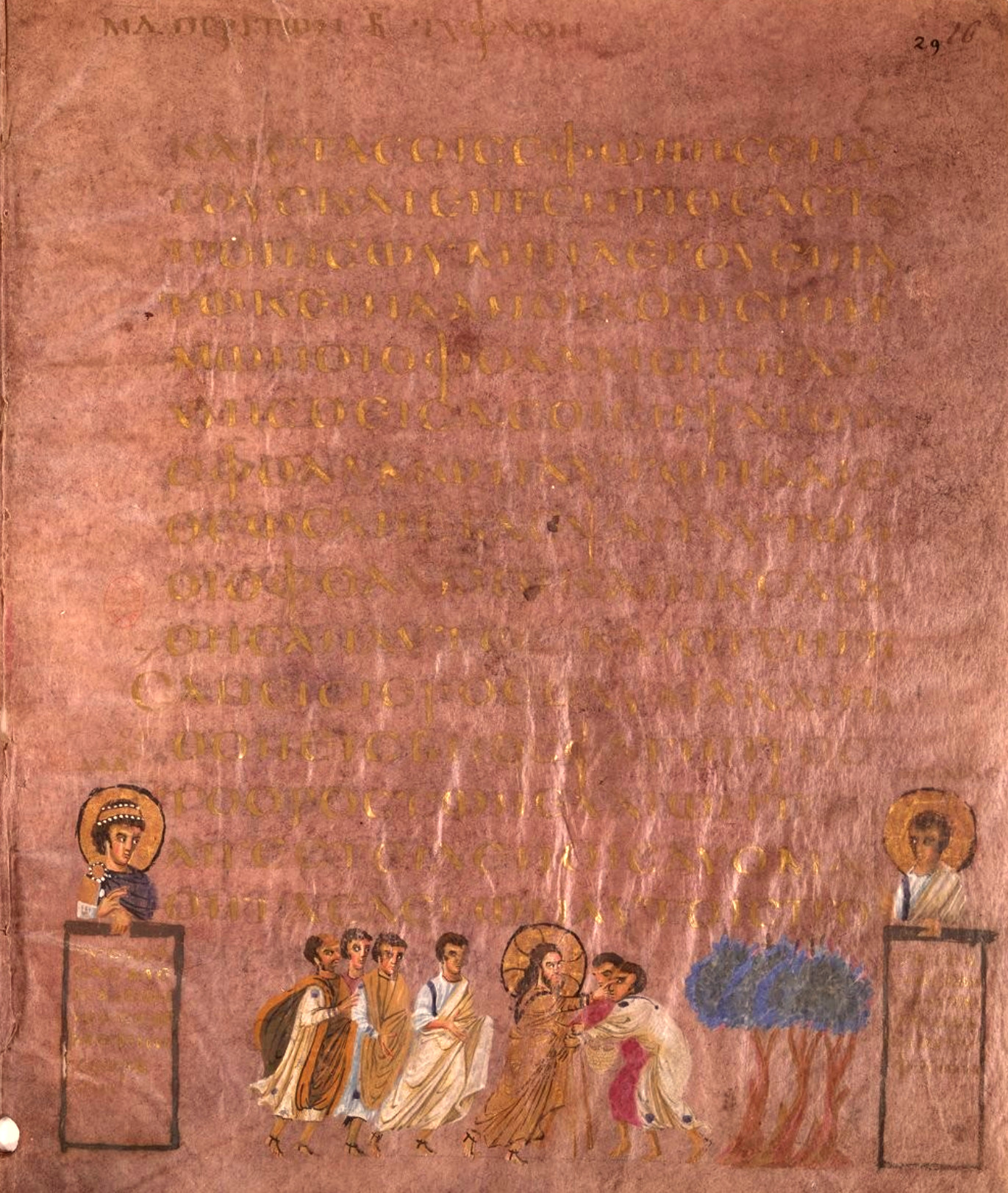
Una página de los Evangelios de Sinope. La miniatura en la parte inferior muestra a Jesús sanando a los ciegos.

Erasmo de Rotterdam compiló la primera edición impresa del Nuevo Testamento en Griego en 1516, basando su trabajo en varios manuscritos porque el no tenía una obra única completa y porque cada manuscrito tenía pequeños errores. En el siglo XVIII Johann Jakob Wettstein fue uno de los primeros eruditos bíblicos que inició la catalogación de manuscritos bíblicos. El dividió los manuscritos basado en la escritura utilizada (uncial, o minúscula) o formato (leccionarios) y basados en contenido (Evangelios, Cartas de Pablo, Hechos + Epístolas generales, y el Apocalipsis). Le asignó las letras unciales y minúsculas y números leccionarios a cada grupo de contenido, lo cual resultó en que los manuscritos estivieran asignados a la misma letra o número.
Para los manuscritos que contienen todo el Nuevo Testamento, como el Códice Alejandrino (A) y el Códice de Efrén Reescrito (C), las letras corresponden a agrupaciones. Sin embargo, de manera significativa, un manuscrito antiguo tal como es el Códice Vaticano Griego 1209 (B), el cual no contiene Revelación, la letra B también se le asignó a un manuscrito de finales del siglo X, creando así confusión. Constantin von Tischendorf encontró una de las copias completas de la Biblia más antiguas, el Códice Sinaítico, más de un siglo después fue introducido el sistema de catalogación de Wettstein. Porque sintió que el manuscrito era muy importante, Von Tischendorf le asignó la letra hebrea álef (א). Eventualmente fueron encontrados muchos unciales en los que todas las letras del alfabeto latino habían sido usadas, y los eruditos se pasaron primero al alfabeto griego, y empezaron reutilizando caracteres agregándoles una letra superíndice. También existió confusión en las Minúsculas, en donde hasta siete manuscritos diferentes podrían tener el mismo número o un manuscrito individual del Nuevo Testamento Completo podría tener 4 números diferentes para describir las diferentes agrupaciones.

#### Von Soden
Hermann, Freiherr von Soden publicó un sistema de catalogación complejo para los manuscritos en 1902-10. El agrupó los manuscritos basados en el contenido, asignándoles un prefijo griego: δ para el Nuevo Testamento completo, ε para los Evangelios, y α para el resto de partes. Esta agrupación, sin embargo, fue deficiente porque algunos grupos de manuscritos en δ no contenían Revelación, y varios manuscritos agrupados en α contenían ya sea las epístolas generales o las Epístolas de Pablo, pero no ambas. Después el prefijo griego, Von Soden le asignó un numeral que aproximadamente correspondía a la fecha (por ejemplo en δ1-δ49 estaban antes del siglo X, δ150-δ249 para el siglo XI). Este sistema resultó ser problemático cuando los manuscritos eran re-fechados, o cuando eran descubiertos más manuscritos que el número de espacios asignados a un siglo exacto.

#### Gregory-Aland
Caspar René Gregory publicó otro sistema de catalogación en 1908 en Die griechischen Handschriften des Neuen Testaments, el cual es el sistema aún en uso hoy. Gregory dividió los manuscritos en 4 grupos: papiros, unciales, minúsculas y leccionarios. Esta división es en parte arbitraria. El primer grupo está basado en el material físico (papiro) usado en los manuscritos. Las segundas dos divisiones están basadas en escritura: uncial y minúscula. El último grupo está basado en contenido: leccionario. La mayoría de los manuscritos en papiro y los leccionarios antes del año 1000 eran escritos en unciales. Sin embargo, existe algo de coherencia en que la mayoría de los papiros son muy antiguos porque el pergamino vino a reemplazar al papiro en el siglo IV (aunque el último papiro data al siglo XVIII). De manera similar, la mayoría de los unciales datan antes del siglo XI, y la mayoría de las minúsculas después.
Gregory le asignó a los papiros un prefijo de la letra P, frecuentemente escrita en escritura de letra gótica ({\displaystyle {\mathfrak {P}}}n), con un número superíndice. A las unciales se les dio un prefijo del número 0, y las letras establecidas para los manuscritos mayores, conservadas por la redundancia (p.ej. el Códice Claromontano está asignados a ambos 06 y D). A las minúsculas se les dio números simples, y los leccionarios fueron pecedidos con la l frecuentemente escrita el carácter (ℓ). Kurt Aland continuó la catalogación de Gregory a través de los 1950s y más allá. Por ello, el sistema de numeración frecuentemente se refiere a "la numeración Gregory-Aland". Los manuscritos más recientes agregados a cada grupo son {\displaystyle {\mathfrak {P}}}124, 0318, 2882, y ℓ 2281. Debido al legado y porque algunos manuscritos que inicialmente eran numerados separadamente se descubrió que eran del mismo códice, hay algo de redundancia en la lista (por ejemplo el Papiro Magdalena tiene ambos números {\displaystyle {\mathfrak {P}}}64 y {\displaystyle {\mathfrak {P}}}67).
La mayoría de la crítica textual del Nuevo Testamento concuerda con los manuscritos griegos porque los eruditos creen que los libros originales del Nuevo Testamento fueron escritos en griego. Sin embargo, el texto del Nuevo Testamento también se encuentra, a la vez traducido en manuscritos de muchos diferentes idiomas (llamados versiones), y citado en manuscritos de los escritos de los Padres de la Iglesia. En el aparato crítico del Nuevo Testamento griego, se le asigna una serie de prefijos designados a versiones diferentes de idiomas (it para latín antiguo, letras minúsculas para los distintos manuscritos en latín antiguo, vt para la Vulgata, lat para latín, sys para Palimpsesto sinaítico syc para los evangelios curetonianos, syp para la Peshitta, co para Copto, ac para Akhmimic (Panápolis), bo para Bohairic, sa para Sahidic, arm para Armenio, geo para Georgiano, got para Gótico, aeth para Etíope, and slav para el Eslavo Eclesiástico antiguo.)

### Fechado de los manuscritos del Nuevo Testamento

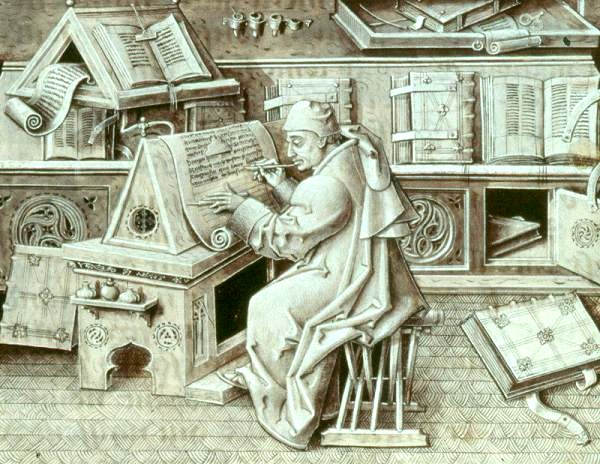
Una ilustración de un Escriba europeo en su trabajo

Los libros de Nuevo Testamento parecen haber sido completados en el Siglo I. Sin embargo, los manuscritos originales de los libros del Nuevo Testamento no sobrevivieron hasta hoy. Los Autógrafos fueron perdidos o destruidos hace mucho tiempo. Los que sobreviven son copias de los originales. Generalmente hablando, esas copias fueron hechas siglos después de las originales, de otras copias más bien que de las autógrafas. La Paleografía, una ciencia para fechar los manuscritos por medio de análisis tipólógicos de sus escrituras, es la más precisa y objetiva conocida para determinar la edad de un manuscrito. Los grupos de escritura pertenecen tipológicamente a su generación; y los cambios pueden ser notados con gran precisión dentro de períodos de tiempo relativamente cortos. La datación de un material manuscrito por una prueba de radiocarbono requiere que una pequeña parte del material sea destruido en el proceso; es menos preciso que el fechado de la paleografía. Ambos fechados, radiocarbono y paleográfico únicamente dan un rango de fechas posibles, y aún es objeto de debate hasta que punto puede ser este rango. El fechado establecido por la datación de radiocarbono puede presentar un rango de 10 a 100 años. De manera parecida, el fechado establecido por la paleografía puede presentar un rango de 25 a 125 años.
Primeros manuscritos existentes
El primer manuscrito de un texto del Nuevo Testamento es un fragmento del Evangelio de Juan del tamaño de una tarjeta de visita, el Papiro 52 de la Biblioteca de Rylands, el cual data de la primera mitad del siglo II. Las primeras copias de un libro del Nuevo Testamento aparecen cerca del año 200, y la copia completa más antigua del Nuevo Testamento, el Códice Sinaítico data del Siglo IV. La siguiente tabla enlista los testimonios manuscritos primitivos existentes de los libros del Nuevo Testamento.
| Libro                     | El Manuscrito más antiguo existente             | Fecha                    | Condición          |
| Mateo                     | P64, P67, P104                                  | c. 200                   | Fragmentos         |
| Marcos                    | P45                                             | c. 250                   | Fragmentos grandes |
| Lucas                     | P4, P75                                         | c. 200                   | Fragmento          |
| Juan                      | P52                                             | c. 125-160               | Fragmento          |
| Hechos                    | P38, P45, P91, P48                              | Principios del siglo III | Fragmento          |
| Romanos                   | P46                                             | c. 175-225               | Fragmentos         |
| 1 Corintios               | P46                                             | c. 175-225               | Fragmentos         |
| 2 Corintios               | P46                                             | c. 175-225               | Fragmentos         |
| Epístola a los gálatas    | P46                                             | c. 175-225               | Fragmentos         |
| Epístola a los efesios    | P46                                             | c. 175-225               | Fragmentos         |
| Epístola a los filipenses | P46                                             | c. 175-225               | Fragmentos         |
| Epístola a los colosenses | P46                                             | c. 175-225               | Fragmentos         |
| 1 Tesalonicenses          | P46                                             | c. 175-225               | Fragmentos         |
| 2 Tesalonicenses          | P92                                             | Siglo III/IV             | Fragmento          |
| 1 Timoteo                 | א Parece que hay un fragmento en el Papiro 133. | c. 350                   | Completo           |
| 2 Timoteo                 | א                                               | c. 350                   | Completo           |
| Tito                      | P32                                             | c. 200                   | Fragmento          |
| Filemón                   | P87                                             | Siglo III                | Fragmento          |
| Hebreos                   | P46                                             | c. 175-225               | Fragmentos         |
| Santiago                  | P23, P20                                        | Siglo III                | Fragmento          |
| 1 Pedro                   | MS 193                                          | Siglo III                | Fragmentos         |
| 2 Pedro                   | P72                                             | Siglo III/IV             | Fragmentos         |
| 1 Juan                    | P9                                              | Siglo III                | Fragmento          |
| 2 Juan                    | 0232                                            | Siglo III/IV             | Fragmento          |
| 3 Juan                    | א                                               | c. 350                   | Completo           |
| Judas                     | P72                                             | Siglo III/IV             | Fragmentos         |
| Revelación                | P98                                             | Siglo II                 | Fragmento          |
| Revelación                | P115                                            | Siglo III                | Fragmento          |

### Crítica textual
La necesidad de aplicar la crítica textual a los libros del Nuevo Testamento surge por dos circunstancias: ninguno de los documentos originales es exacto, y las copias existentes difieren una de otra. La crítica textual pretende comprobar de diversas copias cual de los textos debería ser considerado como el más cercano conforme al original. El Nuevo Testamento ha sido preservado en tres manuscritos tradiciones de manuscrito principales: los del siglo IV tipo textual alejandrino, el tipo textual occidental, también muy cercano, pero propenso a parafrasear y a otras corrupciones; y el tipo textual bizantino, el cual incluye cerca del 80% de todos los manuscritos, la mayoría comparativamente avanzada en la tradición.
Desde mediados del siglo XIX, el eclecticismo, en el que no hay una prioridad parcial a un solo manuscrtito, ha sido el método dominante de edición al texto griego del Nuevo Testamento (actualmente, Las Sociedades Bíblicas Unidas, 4a. ed. y Nestle-Aland, 27a ed.). En la crítica textual, el eclecticismo es la práctica de examinar un número amplio de testimonios textuales y seleccionar la variante que parece mejor. El resultado del proceso es un texto con lecturas elaboradas de varios testimonios. En un enfoque puramente eclético, no es favorecido teoréticamente un solo testimonio. En cambio, la crítica forma opiniones sobre testimonios individuales, se apoya en amba evidencia, interna y externa. Aun así, el manuscrito más antiguo, siendo los del tipo textual alejandrino, son los más favorecidos, y el texto crítico tiene una disposición alejandrina. Las traducciones modernas del Nuevo Testamento se basan en esas copias.

### Materiales usados en su elaboración
Los materiales utilizados para escribir la Biblia variaron según la época y el lugar en que se compuso cada libro. Los primeros libros del Antiguo Testamento se escribieron en rollos de papiro, que se hicieron con la médula de la planta de papiro y se usaron ampliamente en el antiguo Egipto. Los libros posteriores se escribieron en pergamino, que está hecho de piel de animal, o en vitela, un pergamino de mayor calidad hecho de piel de ternera, oveja o cabra. En los primeros siglos del cristianismo, los libros del Nuevo Testamento se escribieron en papiro o pergamino, y las copias posteriores se hicieron en vitela.

### Listas
- Lista de papiros del Nuevo Testamento

## Galería

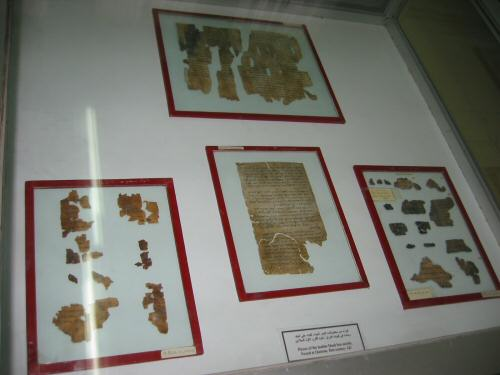
Fragmentos de los rollos del Mar Muerto en exhibición en el Museo Arqueológico, Ammán
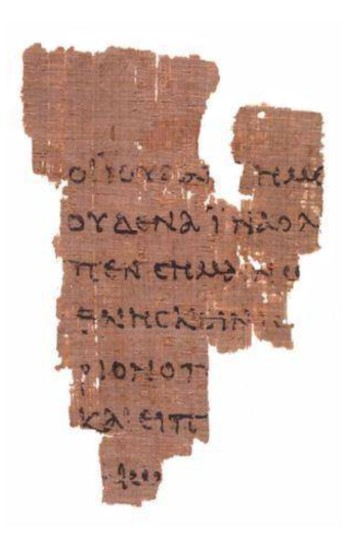
{\displaystyle {\mathfrak {P}}}52 es el fragmento de manuscrito más antiguo conocido del Nuevo Testamento.
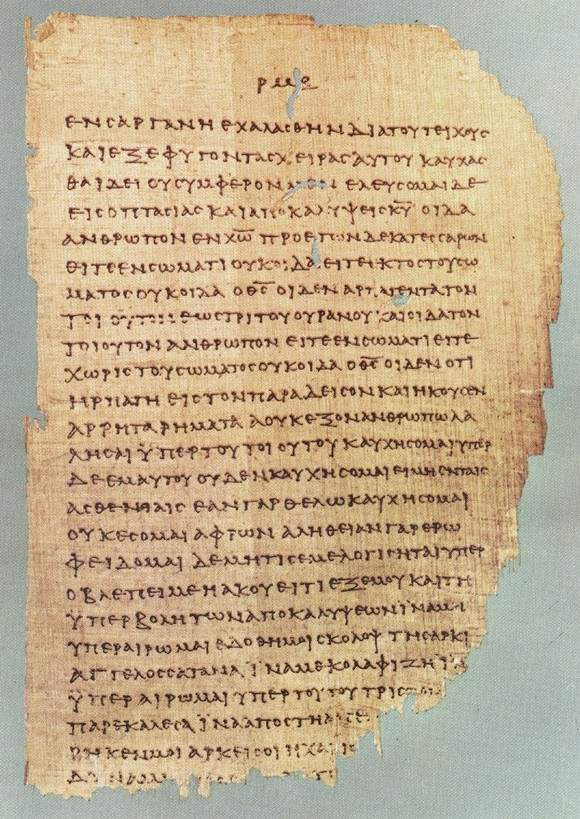
{\displaystyle {\mathfrak {P}}}46 es el manuscrito (casi) completo más antiguo de las Epístolas escritas por Pablo en el Nuevo Testamento.
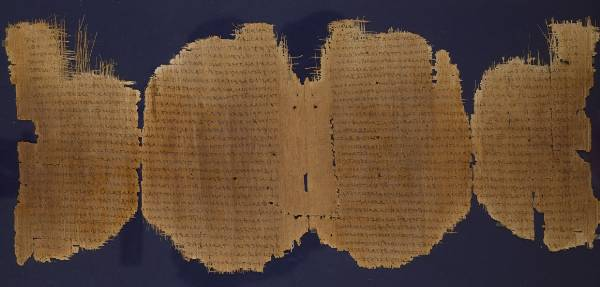
{\displaystyle {\mathfrak {P}}}45 es un manuscrito de los Evangelios y los Hechos. Contiene el texto de Marcos más antiguo conocido. Los eruditos lo encontraron difícil de leer por su estado fragmentado.
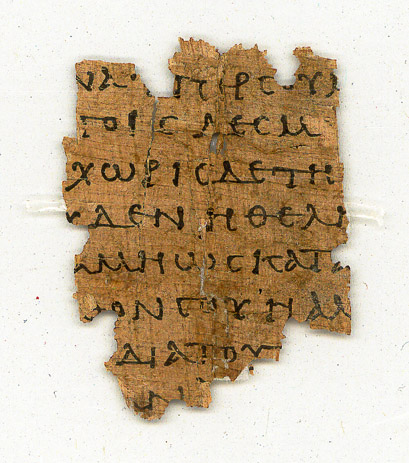
{\displaystyle {\mathfrak {P}}}87 Es el manuscrito de Filemón más antiguo conocido.
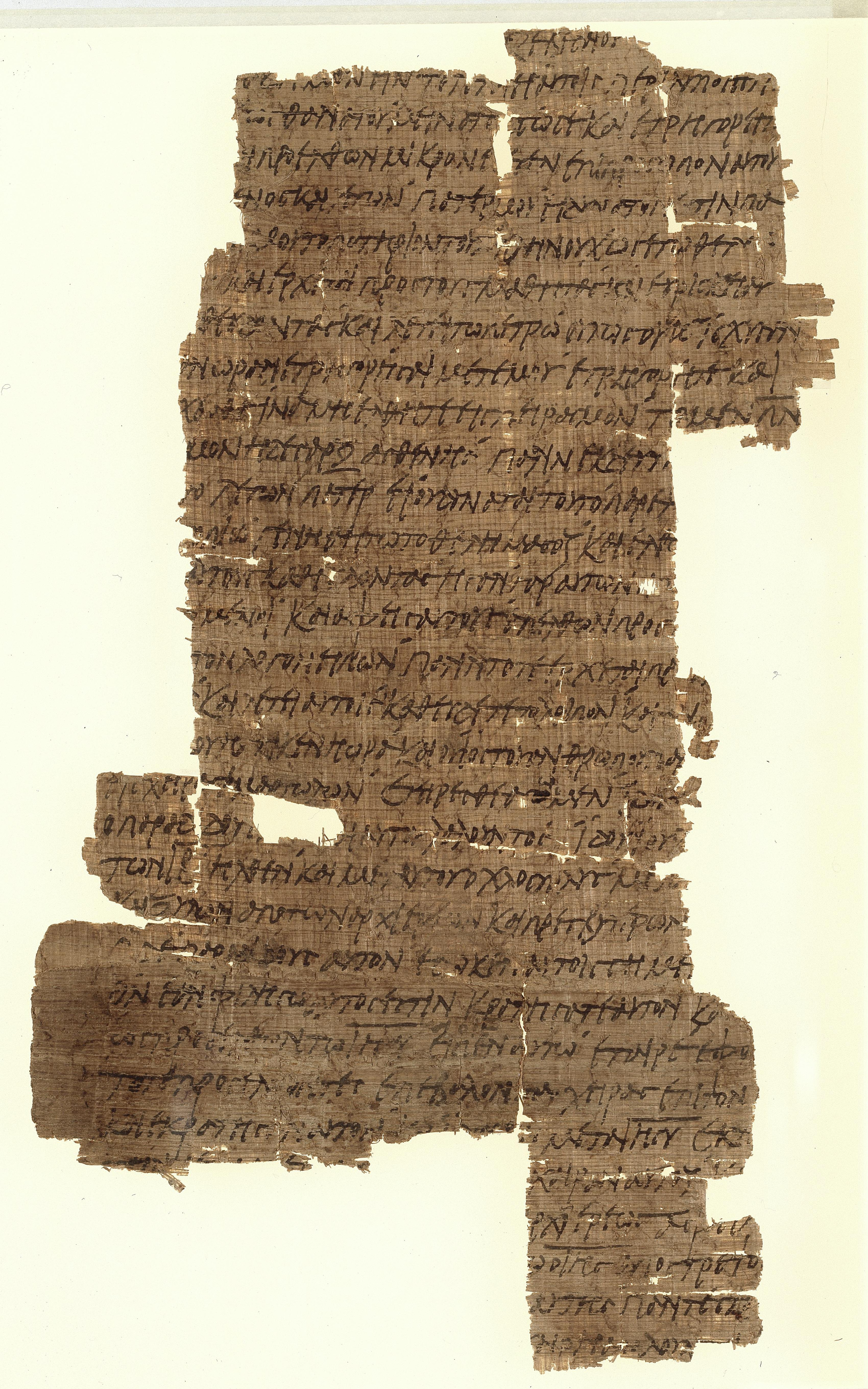
{\displaystyle {\mathfrak {P}}}37
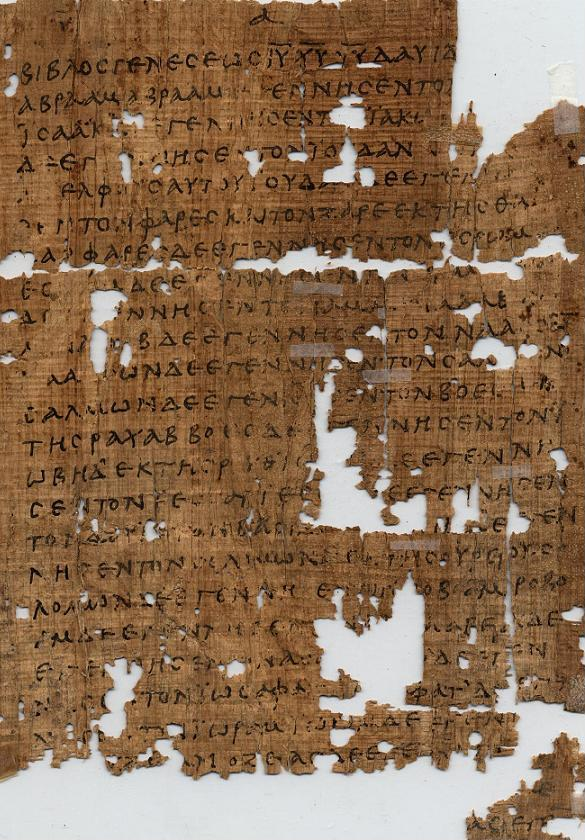
{\displaystyle {\mathfrak {P}}}1
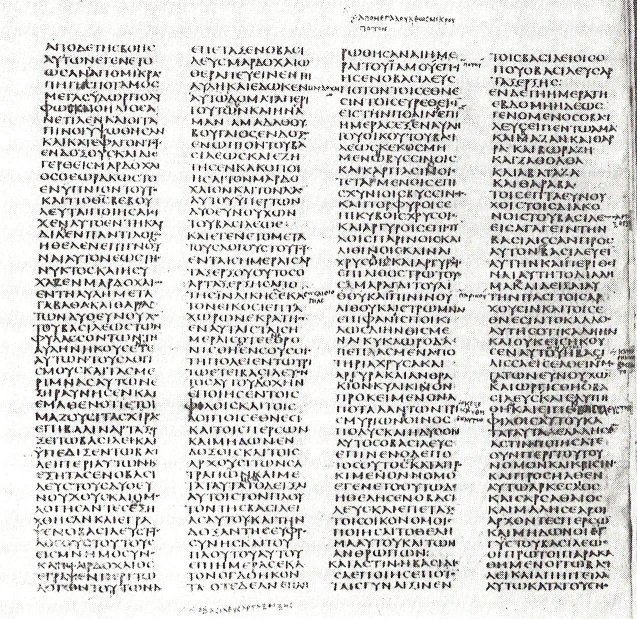
Códice Sinaítico (c. 350) contiene la copia completa más antigua del Nuevo Testamento, así como el Antiguo Testamento Griego, conocido como la Septuaginta.
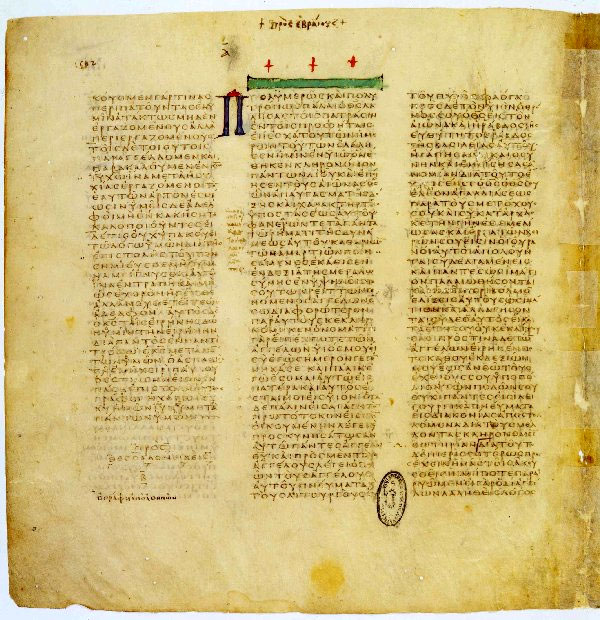
Códice Vaticano Griego 1209
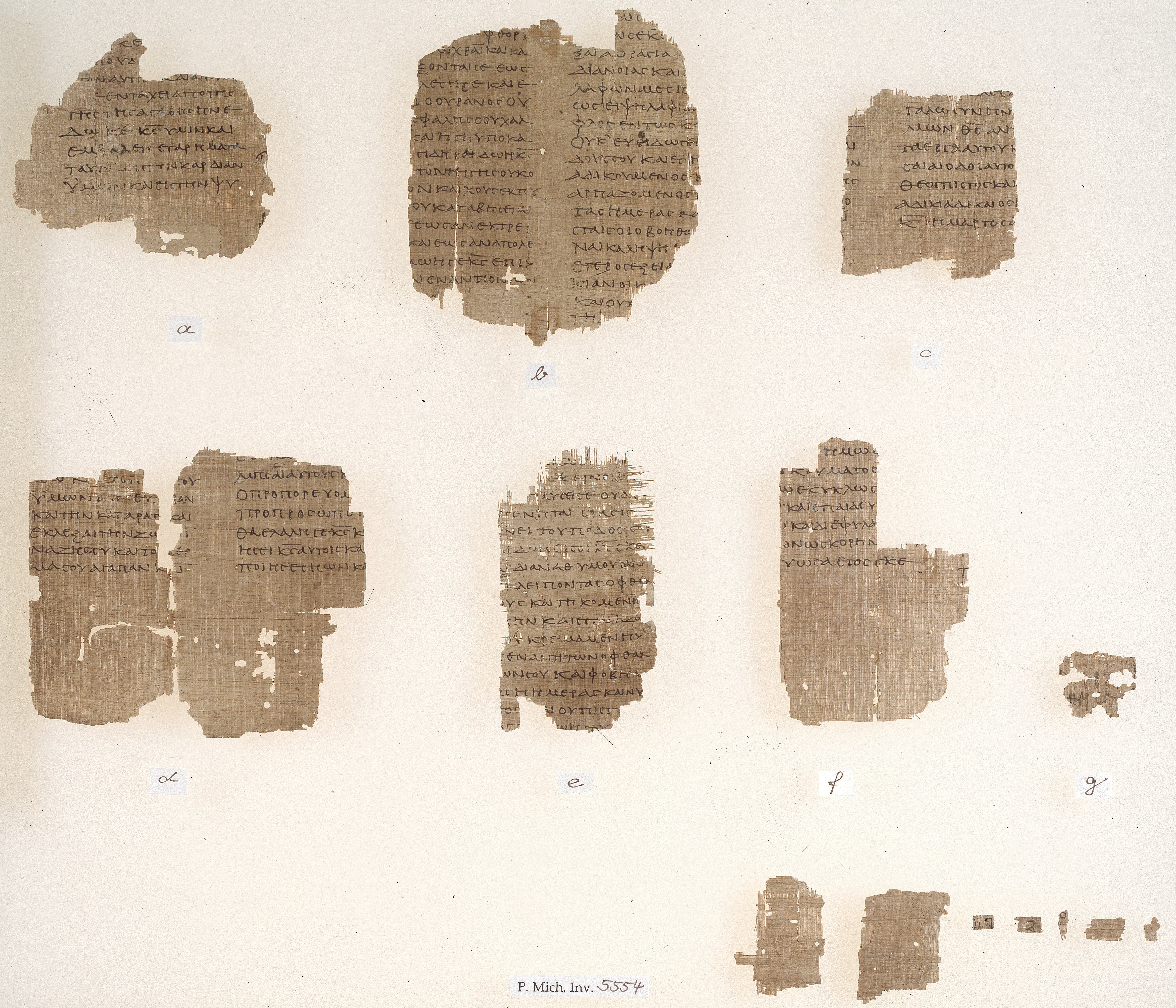
P. Chester Beatty VI muestra porciones de Deuteronomio.
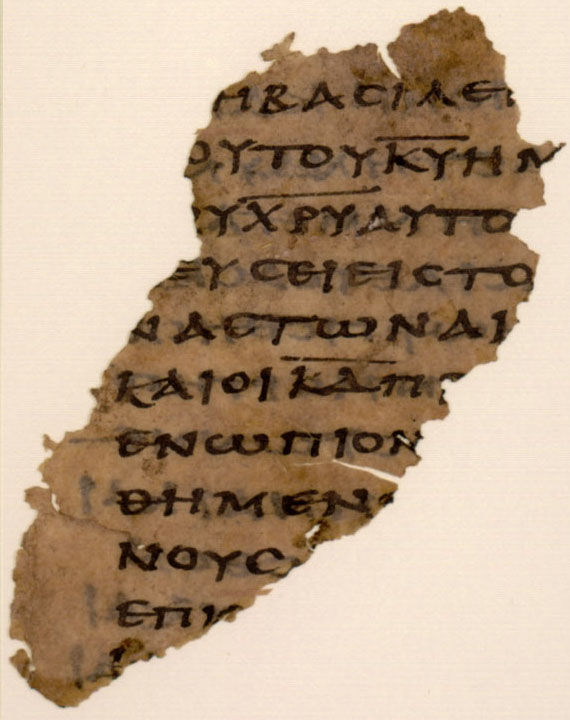
Uncial 0308.
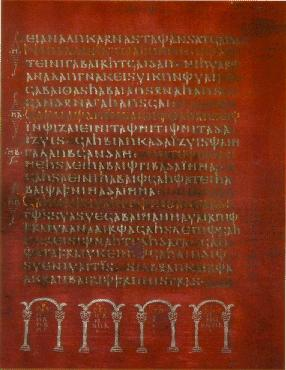
La primera página en Idioma gótico Codex Argenteus.
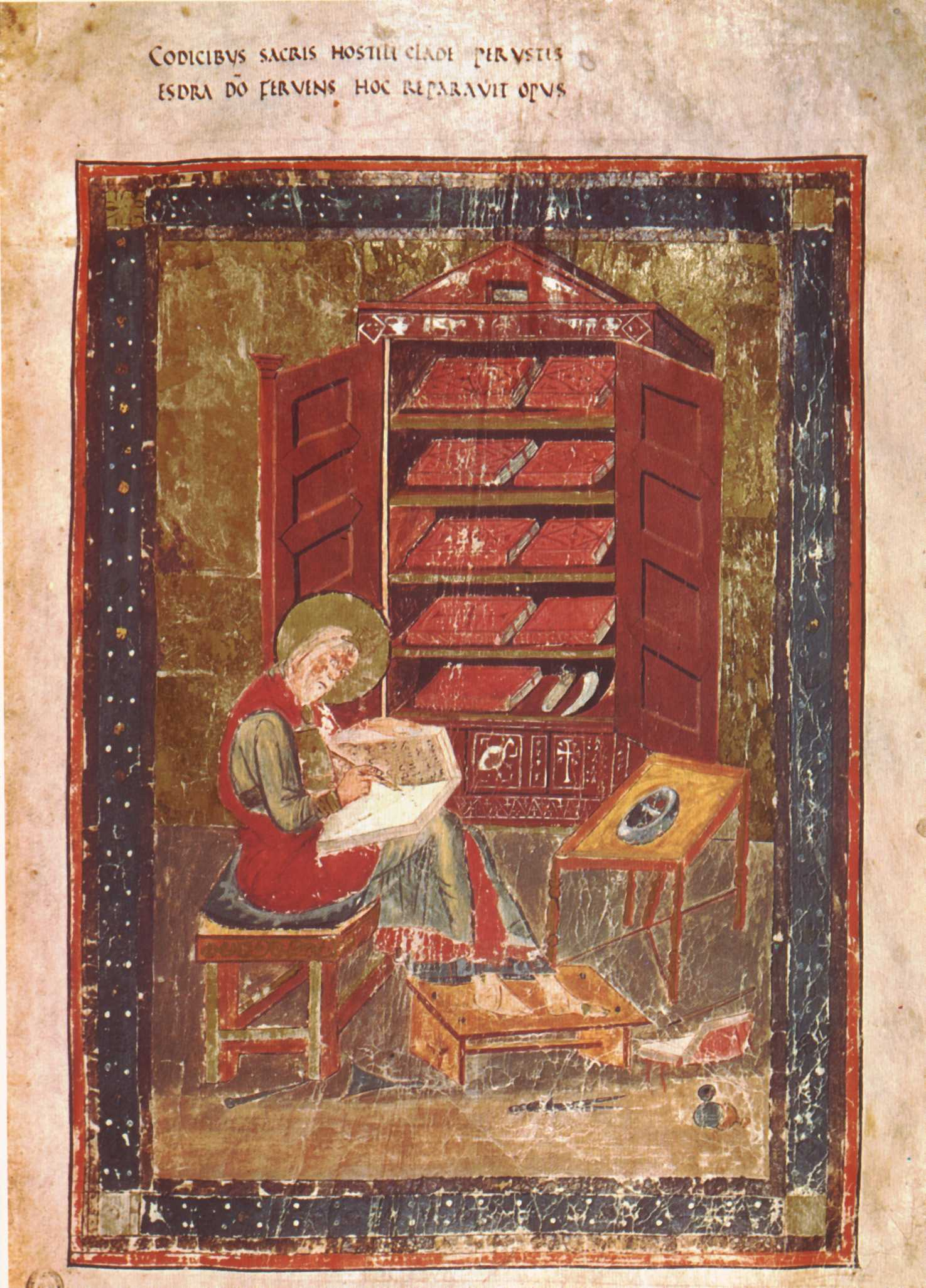
folio 5r del Codex Amiatinus, manuscrito de la Vulgata.